# 大神甚五平
大神甚五平(おおがみ じんごべい、安永4年(1775年) - 天保10年(1839年))は江戸時代後期の焼物師である。長崎伊良林に亀山焼を開窯し一時代を築く。

## 略伝
大神武兵衛維春の次男として長崎八幡町に生まれる。名は維孝、号は孝要。長兄が出家したため継子となる。
文化4年(1807年)、山田平兵衛・古賀嘉兵衛・万屋古次吉とともに亀山焼を開窯。しばらく貿易不振が続いたため文政2年(1819年)頃に甚五平の単独経営となった。
中国産の良質な粘土や顔料を用いて作陶。唐絵目利の石崎融思や崎陽三筆とされる祖門鉄翁・木下逸雲・三浦梧門、南画家田能村竹田ら著名な文人が下絵を画いた。その後亀山焼の品格の高さが評判となり、寛政・天保年間には全盛期を迎える。
天保10年（1839年）、没。息子が二代目甚五平を襲名し窯を継いだが、慶応元年(1865年)に経営不振で廃窯となった。